# Carcelia nitidapex
Carcelia nitidapex là một loài ruồi trong họ Tachinidae.